# Fiasco (Einheit)
Fiasco, auch Fiascho, ein Begriff für Flasche, war ein italienisches Volumenmaß in der Toskana (Großherzogtum Toskana) mit zwei verschiedenen Werten. Das Maß unterschied Öl und Wein.

## Wein
Die Maßkette war
- 1 Fiasco = 2 Boccali = 4 Mezzete = 8 Quartucci
- Florenz 1 Fiasco = 105 Pariser Kubikzoll = 1 1/125 = 1,008 Liter
- Pisa 1 Fiasco = 114,9 Pariser Kubikzoll = 2 7/25 = 2,28 Liter

## Öl
- 1 Fiasco = 2 Boccali = 4 Mezzete = 8 Quartucci = 105 8/25 Pariser Kubikzoll = 2 8/91 = 2,0879 Liter